# オイルパン

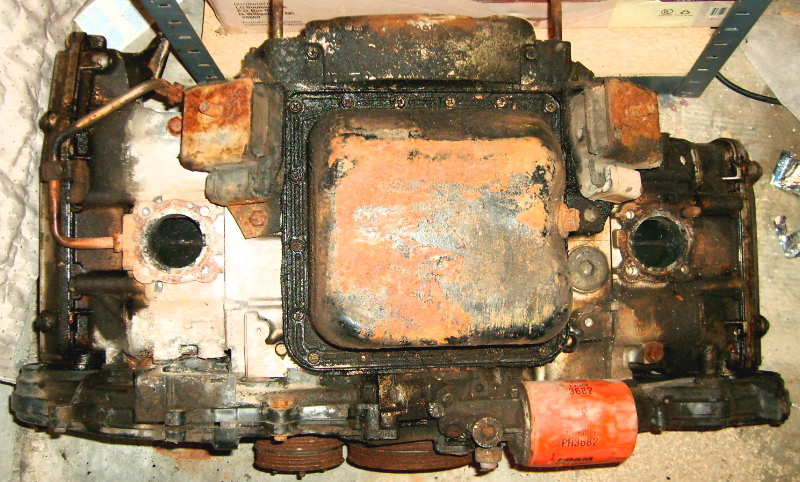
スバル・EA82水平対向4気筒エンジンを裏返しにしたところ。中央に見える四角い蓋がオイルパンである。

オイルパンとはオイル使用機器からのオイルの流出を防ぎ、一定量までせき止める機能を持つ囲い（堰）である。エンジンの部品のひとつとしては、シリンダーブロックの下部に設けられた一種の蓋である。ウエットサンプ方式と呼ばれるエンジンに設けられたオイルパンにはサンプと呼ばれる液体を滞留させる窪みが設けられており、エンジンオイルをためておく役割を果たしている。

## ウエットサンプ方式のオイルパン
自動車のエンジンで一般的な構造であり、エンジンの下部にはエンジンオイルを溜めておくオイルパンが備えられている。オイルパンの容量が直接そのエンジンにて使用されるエンジンオイル総量を左右する要素となるため、大排気量エンジンになるほど大きな容積を持つオイルパンを採用することが多い。また、オイルパンには走行風でエンジンオイルを冷却する役割もあり、沈澱式のオイルフィルターとしての役割も果たしている。オイルパンに蓄えられたオイルはオイルストレーナーを備えたオイルポンプで吸い上げられ、濾紙式のオイルフィルターを通ってエンジン各部に行きわたる。
オイルパンにはオイル排出用のドレインプラグが備わっており、オイル交換の際にはこのプラグを外してオイルを排出する（いわゆる下抜き）。また、エンジンオイルの量を測定するためのオイルレベルゲージもオイルパンに直接接続されるように設けられている。このオイルレベルゲージの挿入される管は、自動車の整備においては吸引ポンプが挿入されてオイルを抜くために活用される場合（いわゆる上抜き）もある。
オイルパンは障害物の衝突による破損を最小限にするため、一般的にはプレススチールで製造されていることが多いが、スポーツタイプの車やターボ車などにはオイルパンの他にオイルクーラーによってエンジンオイルを冷却しており、社外部品では冷却性能を高めたアルミ合金製のオイルパンが設定されている例もある。
しかし、ウエットサンプ方式には下記のような欠点も存在する。
- エンジン最下部のオイルパンにある程度以上の高さが必要となるため、エンジンの形状や配置の自由度を損ねる。
- オイルパンのエンジンオイルは加速度で前後左右に偏るため、オイルパンの構造によってはオイルポンプが瞬間的にエンジンオイルを吸い上げられなくなる恐れがある。

これら二つの欠点が存在することから、モータースポーツに用いられる自動車や一部の市販オートバイ、あるいは航空機用エンジンではオイルパンを用いないドライサンプ方式が採用されている。ウエットサンプエンジン向けの社外オイルパンにおいては、コーナリング時のオイルの偏りを防止するための仕切り板が追加されている場合も多い。